# Fuller Theological Seminary

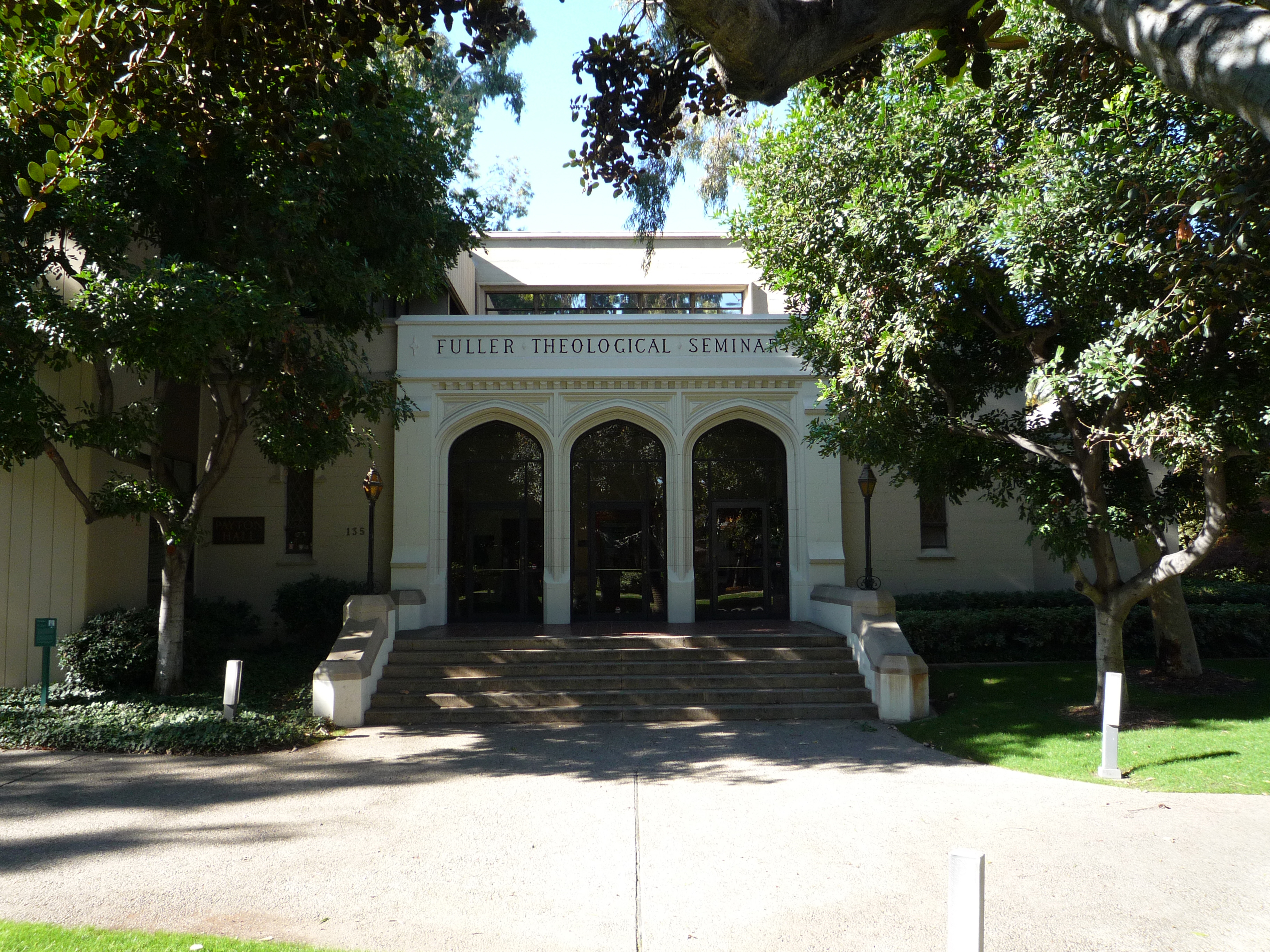
Payton Hall, Pasadena

Het Fuller Theological Seminary is een geaccrediteerd christelijke onderwijsinstelling in Pasadena, in de Amerikaanse staat Californië. De school heeft bovendien enkele satellietcampussen in het westen van de VS. Er studeren meer dan 4300 studenten uit meer dan 67 landen aan de school. Het Fuller Seminary is het grootste interkerkelijke seminarie in de wereld. De school vervult een leidende rol op christelijk theologisch gebied en is bekend vanwege haar etnische en kerkelijke diversiteit.

## Geschiedenis
Fuller Seminary werd in 1947 opgericht door Charles E. Fuller, een bekende radio-evangelist, Harold Ockenga, Carl F.H. Henry, Wilbur Moorehead Smith en Harold Lindsell. De oprichters wilden de fundamentalistische stroming binnen het Amerikaanse christendom en haar hervormen door haar te ontdoen van haar anti-intellectualistische houding en haar uit het sociaal isolement te halen waarin zij in de periode 1920-40 terecht was gekomen.

## Huidige positie
De school biedt ruimte aan zowel christenen met een evangelicale als een liberale christelijke achtergrond. De aan de faculteit verbonden wetenschappers hebben eenzelfde diverse achtergrond. In sommige gevallen staan de verschillende groepen recht tegen over elkaar, hetgeen leidt tot een breed debat rond religieuze en ethische thema's. Ondanks meningsverschillen leidt dit niet tot splitsingen of scheuringen. Velen zien de diversiteit juist als een van de sterke kanten van de faculteit. Toch is vanuit conservatieve evangelicale richting veel kritiek op de – vermeende – liberale houding die de school zou innemen bij religieuze en politieke onderwerpen.
Veel van de eerste leden van de faculteit behoorden tot de conservatieve stroming. Dit leidde tot spanningen toen er in de jaren 60 en 70 meer progressieve geluiden werden geuit. Sommige van de oprichters voelden zich oncomfortabel met het feit dat sommigen afstand namen van het dogma van de onfeilbaarheid van de Bijbel. Sinds de jaren zeventig heeft er een transformatie plaatsgevonden en de school neemt, binnen het meer progressieve, evangelicale christendom een belangrijke plaats in en heeft een sterke toewijding aan het trainen van christelijke leiders, sociale gerechtigheid en zending.